# Andy Dirks
Pour les articles homonymes, voir Dirks.
Andrew Lee Dirks (né le 24 janvier 1986 à Hutchinson, Kansas, États-Unis) est un voltigeur des Ligues majeures de baseball sous contrat avec les Blue Jays de Toronto.

## Carrière

### Ligues mineures de baseball
Joueur à l'Université Wichita State à Wichita, Kansas, Andy Dirks est drafté en huitième ronde par les Tigers de Detroit en 2008.
Dans les ligues mineures, il démontre tant de la puissance à l'attaque que de la vitesse autour des buts : en 2009, pour deux clubs affiliés aux Tigers, il totalise 62 points produits et 21 buts volés en 125 parties. Puis en 2010, avec les équipes de Erie (niveau AA) et Toledo (niveau AAA), il frappe 15 coups de circuit, produit 63 points et vole 22 buts en 125 rencontres.
À la mi-mai 2011, Dirks affiche une moyenne au bâton de ,328 après 34 parties chez les Mud Hens de Toledo dans la Ligue internationale, avec six doubles, six circuits et 20 points produits, lorsque Detroit décide de le rappeler avec le grand club pour la première fois lorsque Magglio Ordóñez se blesse à la cheville.

### Tigers de Detroit
Andy Dirks fait ses débuts dans les majeures avec les Tigers de Detroit le 16 mai 2011. Inséré au champ gauche dans la formation partante de son équipe face aux Blue Jays de Toronto, il réussit son premier coup sûr au plus haut niveau face au lanceur Kyle Drabek. Il frappe son premier coup de circuit le 23 mai contre Jeremy Hellickson des Rays de Tampa Bay. Il frappe son premier circuit le 23 mai aux dépens de Jeremy Hellickson des Rays de Tampa Bay. Il termine sa première saison avec 7 circuits et 28 points produits en 78 rencontres. Il fait ses débuts en éliminatoires durant la Série de championnat de la Ligue américaine entre les Tigers et les Rangers du Texas. Il frappe un coup sûr en cinq présences au bâton et réussit un vol de but.
En 2012, il maintient une brillante moyenne au bâton de ,322 en 344 passages au bâton. En 88 matchs des Tigers, il frappe 8 circuits et récolte 35 points produits. Il participe également aux éliminatoires et réussit un coup sûr dans la Série mondiale 2012 perdue par Détroit aux mains des Giants de San Francisco.
En 2013, le voltigeur s'aligne pour 131 matchs avec les Tigers. Sa moyenne au bâton chute à ,256 alors qu'il atteint de nouveaux sommets personnels de 9 circuits et 37 points produits.
En 2014, à la suite d'un opération au dos, Dirks est limité à 14 parties des ligues mineures et aucune des Tigers.

### Blue Jays de Toronto
Le 31 octobre 2014, Dirks est réclamé au ballottage par les Blue Jays de Toronto.